# Cynopotamus essequibensis
Cynopotamus essequibensis är en fiskart som beskrevs av Eigenmann 1912. Cynopotamus essequibensis ingår i släktet Cynopotamus och familjen Characidae. Inga underarter finns listade i Catalogue of Life.